# Schistura sijuensis
Schistura sijuensis é uma espécie de peixe actinopterígeo da família Balitoridae.
Apenas pode ser encontrada na Índia.